# Adrien Persac
Adrien Persac (Saumur, 14 décembre 1823 - Manchac en Louisiane, 21 juillet 1873) est un peintre français. Peintre, cartographe, photographe et professeur d'art, il a notamment peint et photographié les maisons typiques du Sud américain, un travail qui a beaucoup aidé les historiens.

## Vie en France
Marie-Adrien Persac naît le 14 décembre 1823 de Pierre Persac et Pauline Falloux. Par son père, il est apparenté au maire de Saumur de l'époque Charles Thbault Persac. Il vit une grande partie de sa jeunesse à Lyon avant d'embarquer à 19 ans pour se rendre en Louisiane.

## Carrière en Louisiane
Arrivé en 1851 à Bâton Rouge, il épouse Marie-Odile Daigre, originaire de la région et avec qui il aura trois enfants. 
Il s'investit d'abord comme photographe, ouvrant un studio photo à Bâton Rouge sur Florida Street, une affaire qui ne marche pas et qu'il va rapidement quitter pour devenir lithographe chez Pessou et Simon en 1856. En 1859, il quitte la capitale de l'état pour rejoindre La Nouvelle-Orléans où il va se lier avec un ingénieur civil, Eugène Surgi, et réaliser au total plus d'une quarantaine de dessins de propriétés. 
En 1865, il crée un studio photo avec un partenaire, Monsieur Legras, au 130 Chartres Street dans le Carré Français. Il se retrouve vite seul à la barre de son entreprise, qui est enregistré en 1867 comme cabinet d'architecte et relocalisé au 83 Exchange Place. Plus tard, son occupation dans les actes de la ville le décrivent comme ingénieur.
En 1869, il ouvre son atelier d'art, où il enseigne le portrait et les paysages.
Il meurt en 1873 dans sa villa de Manchac, au nord de la Nouvelle-Orléans et est enterré au cimetière catholique Saint-Joseph à Bâton Rouge.

## Tableaux

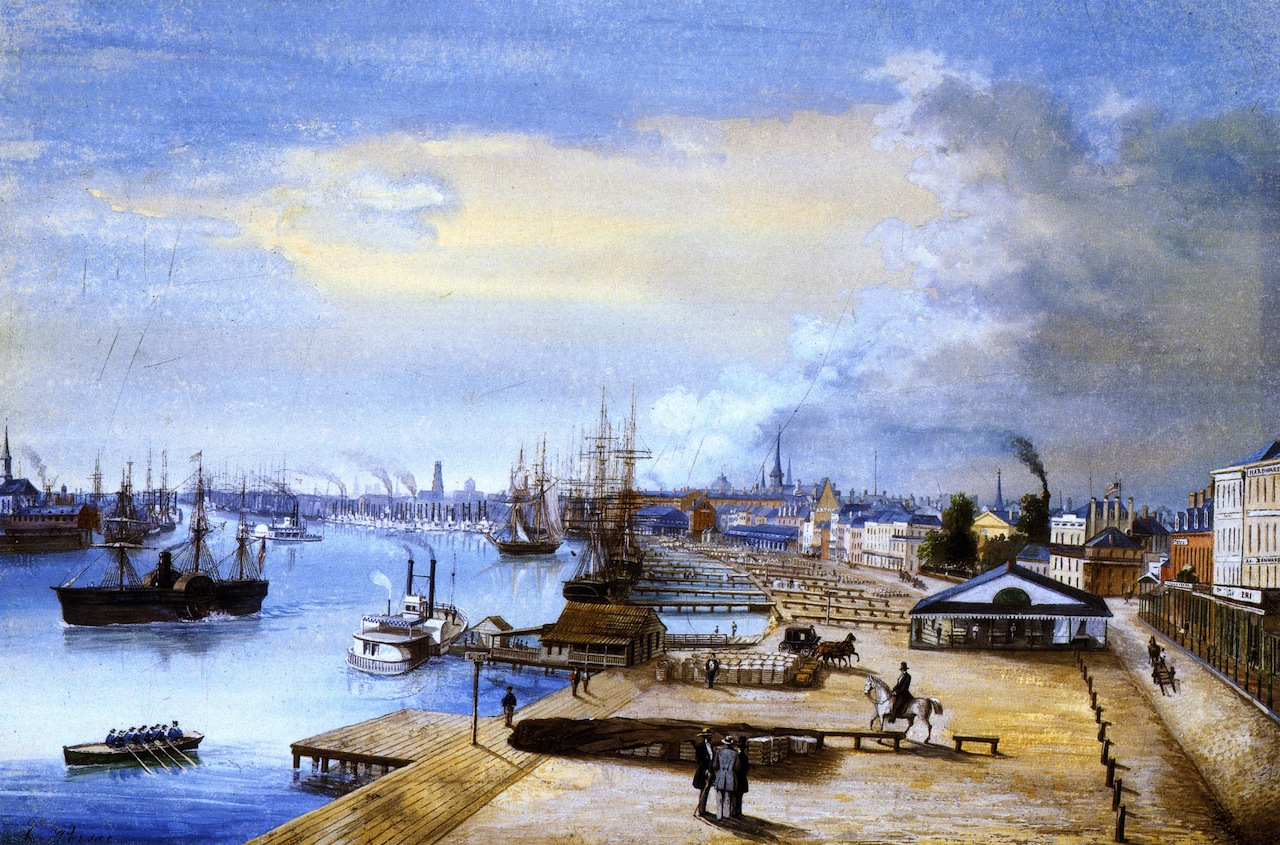
Quais de La Nouvelle-Orléans, 1858.
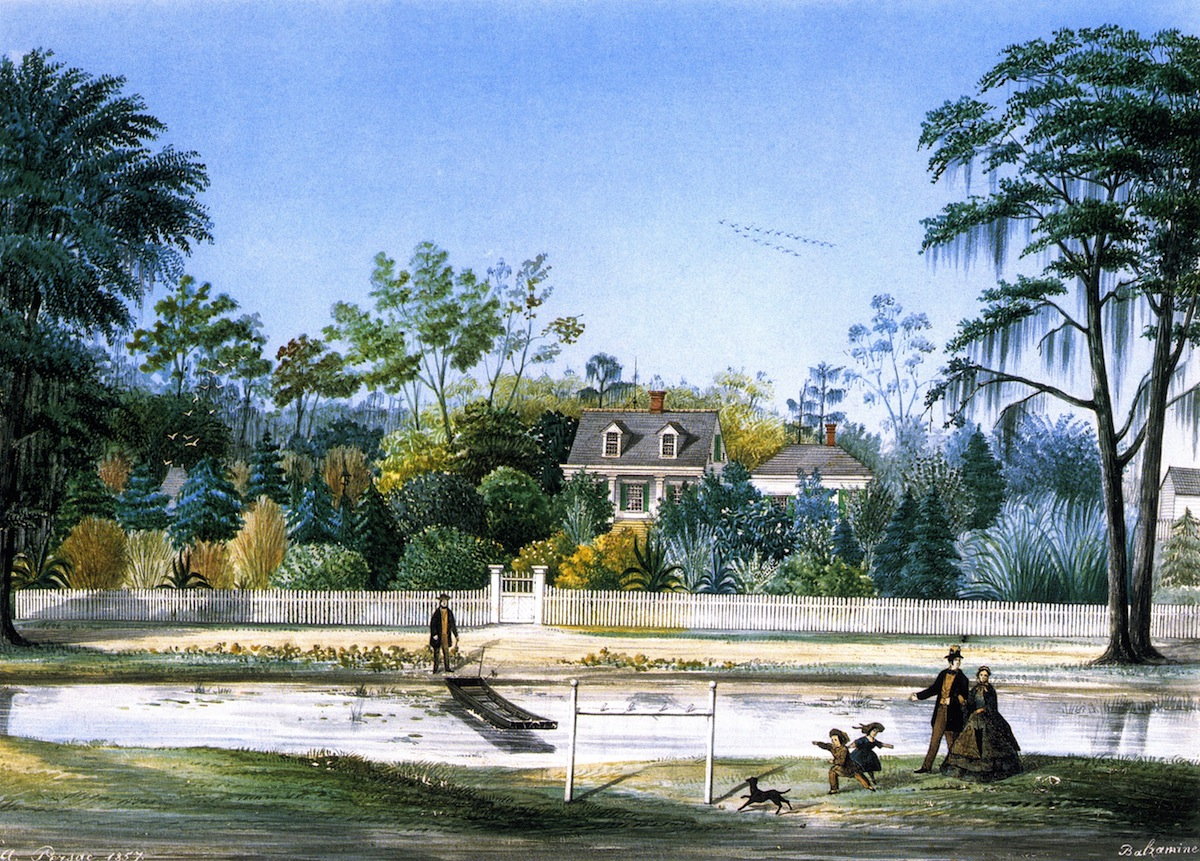
Plantation Balzamine du bayou Terrebonne, 1857.